# Ордона
Ордона (итал. Ordona) је насеље у Италији у округу Фођа, региону Апулија.
Према процени из 2011. у насељу је живело 2654 становника. Насеље се налази на надморској висини од 121 м.

## Географија
| Клима (Ордона)             | Клима (Ордона) | Клима (Ордона) | Клима (Ордона) | Клима (Ордона) | Клима (Ордона) | Клима (Ордона) | Клима (Ордона) | Клима (Ордона) | Клима (Ордона) | Клима (Ордона) | Клима (Ордона) | Клима (Ордона) | Клима (Ордона) |
| Показатељ \ Месец          | .Јан.          | .Феб.          | .Мар.          | .Апр.          | .Мај.          | .Јун.          | .Јул.          | .Авг.          | .Сеп.          | .Окт.          | .Нов.          | .Дец.          | .Год.          |
| -------------------------- | -------------- | -------------- | -------------- | -------------- | -------------- | -------------- | -------------- | -------------- | -------------- | -------------- | -------------- | -------------- | -------------- |
| Средњи максимум, °C (°F)   | 12 (54)        | 13 (55)        | 15 (59)        | 19 (66)        | 24 (75)        | 28 (82)        | 32 (90)        | 31 (88)        | 28 (82)        | 22 (72)        | 17 (63)        | 13 (55)        | 32 (90)        |
| Средњи минимум, °C (°F)    | 3 (37)         | 3 (37)         | 5 (41)         | 7 (45)         | 11 (52)        | 15 (59)        | 18 (64)        | 18 (64)        | 15 (59)        | 11 (52)        | 7 (45)         | 4 (39)         | 3 (37)         |
| Количина падавина, mm (in) | 42 (16,5)      | 41 (16,1)      | 43 (16,9)      | 36 (14,2)      | 37 (14,6)      | 36 (14,2)      | 26 (10,2)      | 27 (10,6)      | 46 (18,1)      | 53 (20,9)      | 53 (20,9)      | 57 (22,4)      | 497 (195,6)    |
| [ тражи се извор ]         |                |                |                |                |                |                |                |                |                |                |                |                |                |

## Становништво
| 1931. | 1936. | 1951. | 1961. | 1971. | 1981. | 1991. | 2001. | 2011. |
| ----- | ----- | ----- | ----- | ----- | ----- | ----- | ----- | ----- |
| 1.147 | 1.081 | 1.677 | 1.868 | 1.907 | 2.153 | 2.445 | 2.584 | 2.654 |